# セムラ
セムラ（スウェーデン語: semla, フィンランド語: laskiaispulla）とは、スウェーデン、フィンランド、エストニア、ノルウェー、デンマーク、フェロー諸島、アイスランドなどで様々な形で作られている伝統的な菓子パンで、四旬節、特にほとんどの国では「シュローブ・チューズデイ」にちなんで作られている。

## 由来
セムラは、ドイツ語の Semmel からの借用語であり、元々はラテン語で「小麦粉」を意味する simila から派生したもので、また、これ自体がギリシャ語の「σεμίδαλις (semidalis)」(穀粒)からの借用語で、最高級の小麦粉やセモリナの名前として使われていた。 スウェーデンの最南端スカニアやフィンランドのスウェーデン語を話す人々の間では、 fastlagsbulle と呼ばれ、デンマークとノルウェーでは fastelavnsbolle と呼ばれている（fastelavn は「シュローブ・チューズデイ」に相当する）。

## 日本
日本のシンガーソングライターのカジヒデキは、セムラを題材とした「セムラ・ソング」という楽曲を発表している。

## スウェーデン・フィンランド

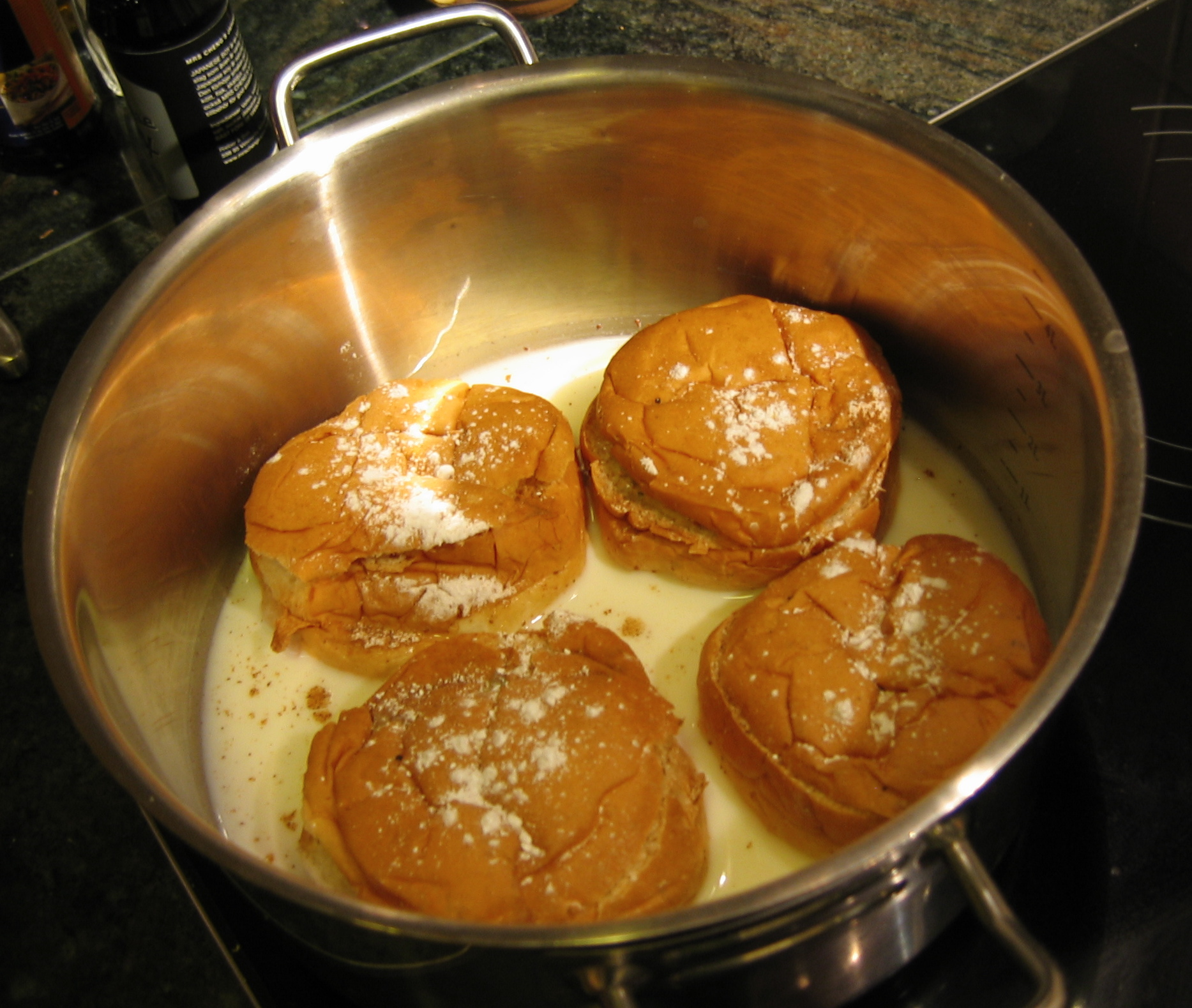
温かいミルクと一緒に食べるセムラ

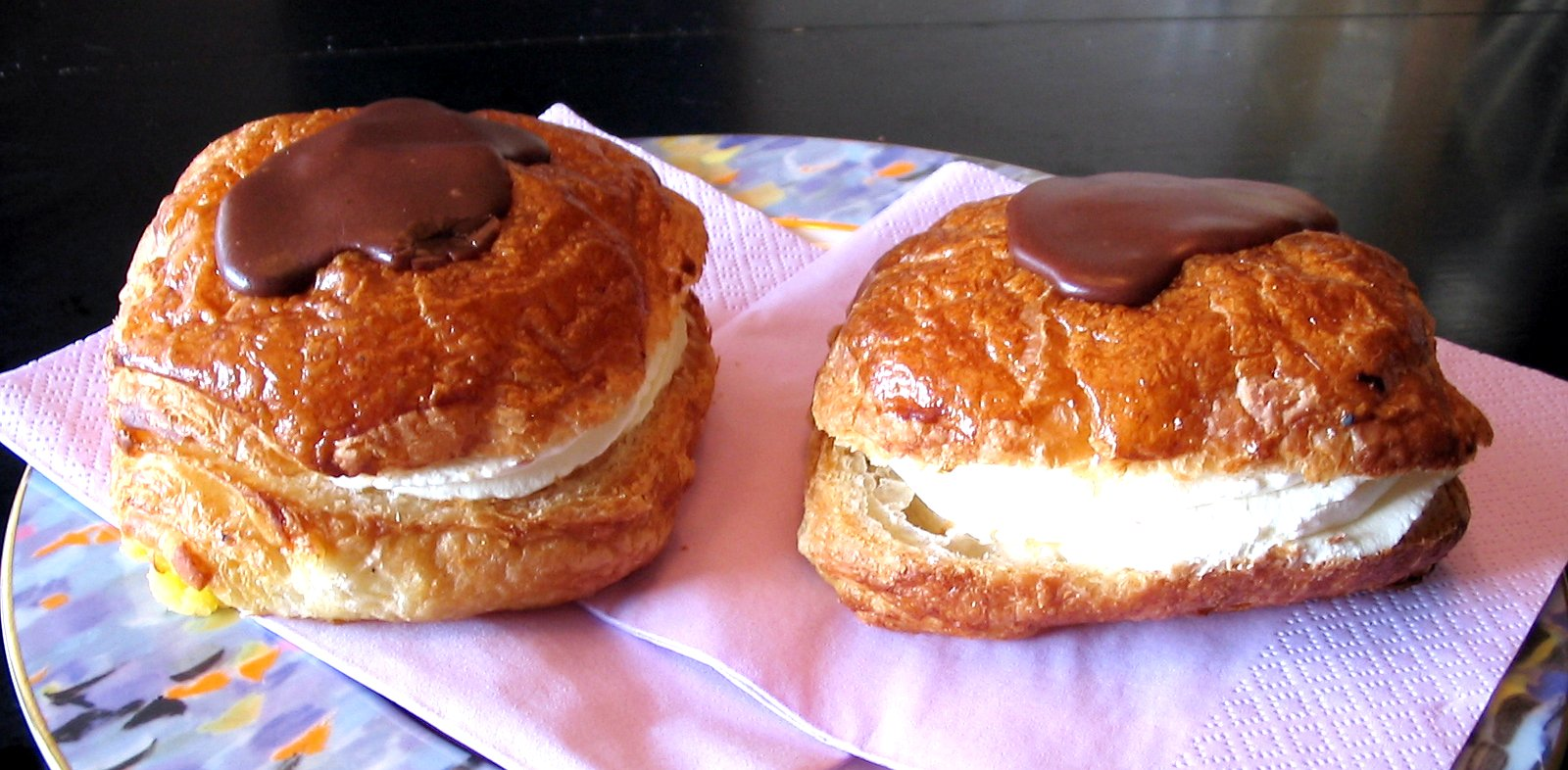
デンマークのセムラ

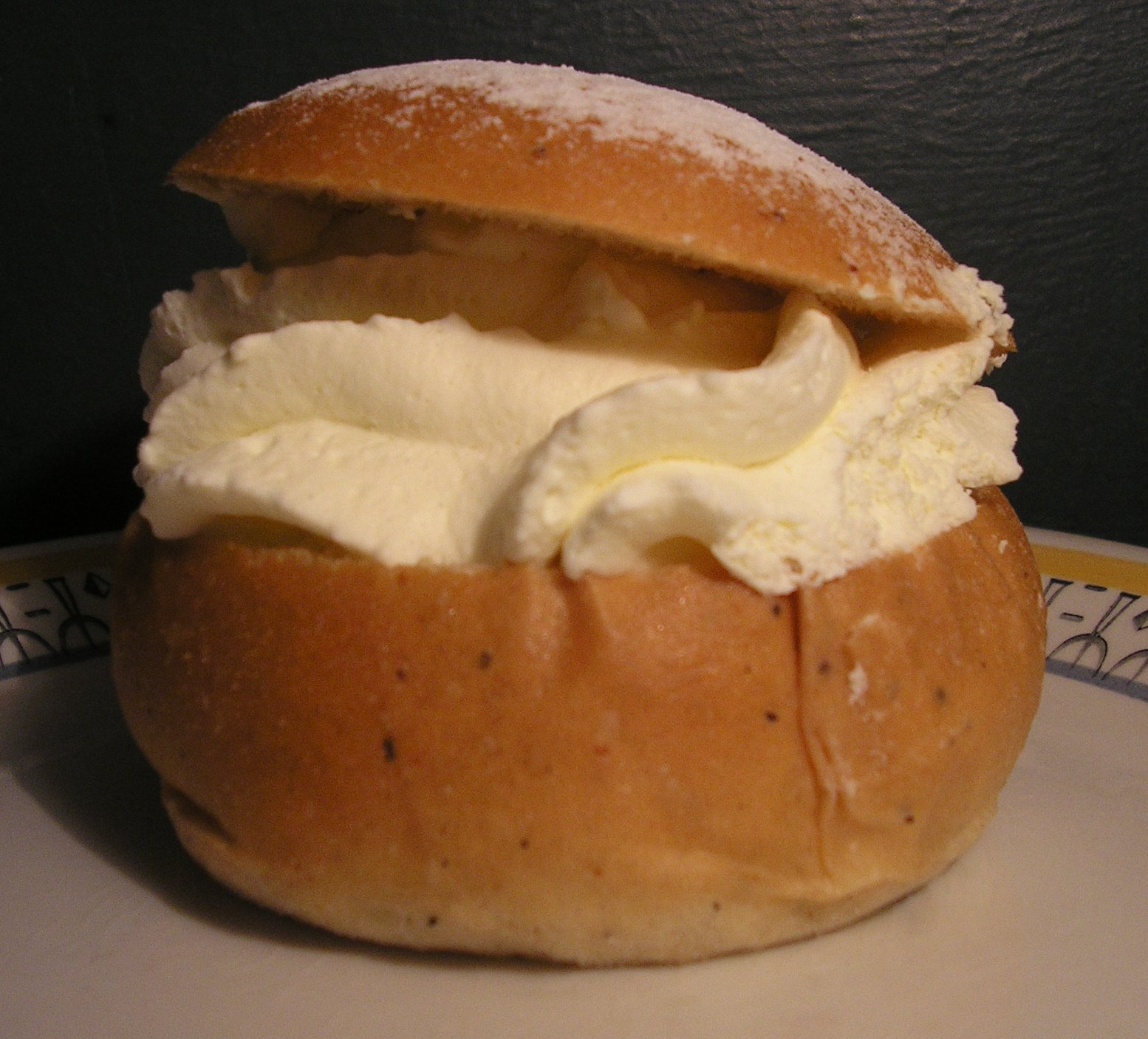
スウェーデンのセムラ

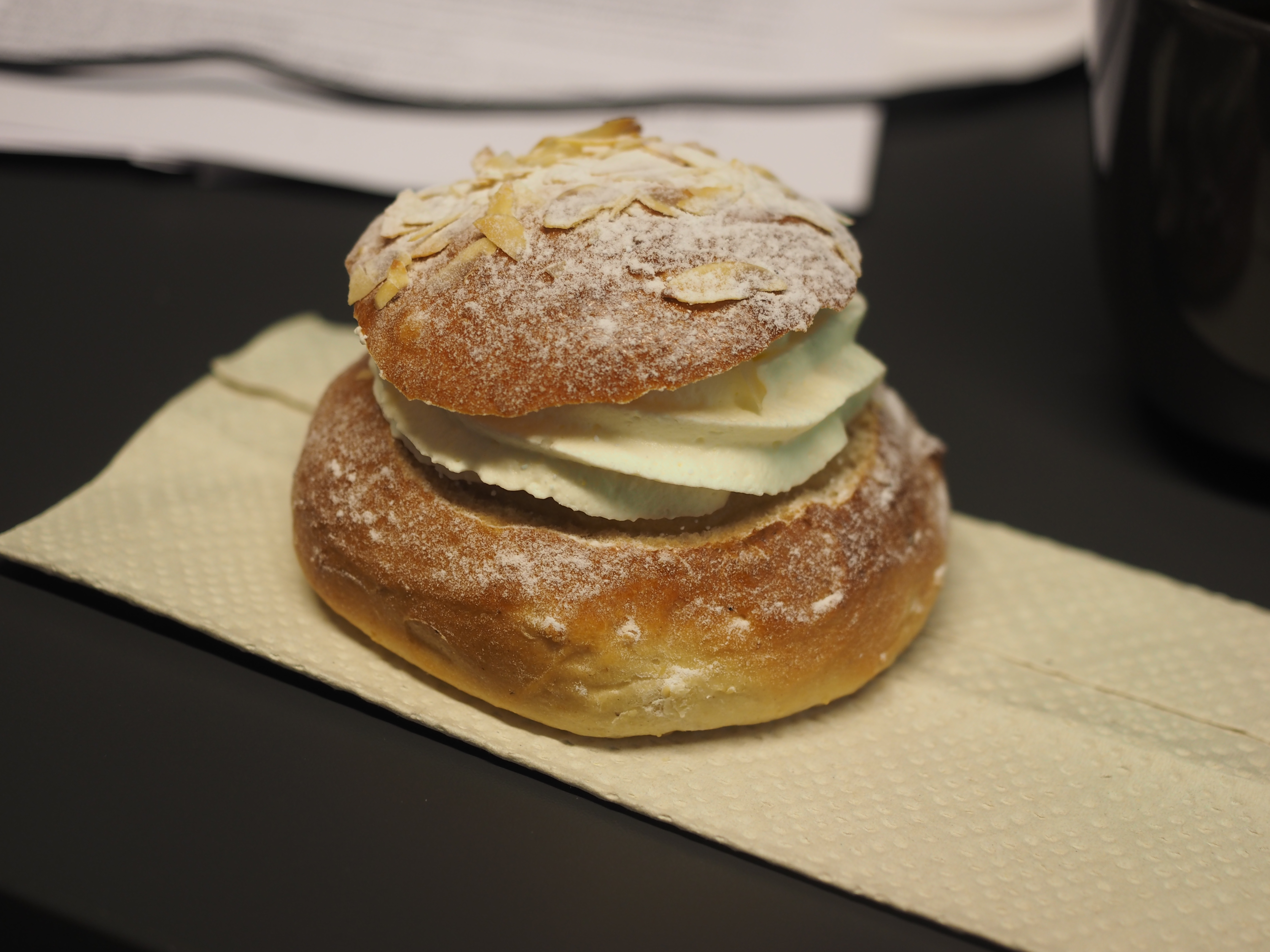
フィンランドのセムラ

スウェーデンとフィンランドでのセムラは、カルダモンで味付けした小麦粉のパンの上部を切り落とし、マンデルマッサと呼ばれるアーモンドペーストとミルクを混ぜたものを詰め、ホイップクリームをトッピングする。切り取られた上部は蓋の役割を果たし、粉砂糖がまぶされる。コーヒーや紅茶と一緒に、そのまま食べることが多く、またホットミルクを入れたボウルに入れて食べることを好む人もいる。フィンランドでは、マンデルマッサに使うアーモンドが高価であったため、代わりにイチゴやラズベリーのジャムを入れることが多く、フィンランドのベーカリーでは通常、両方のバージョンを提供している（多くのベーカリーでは、伝統的なパンの上にアーモンドを飾り、ジャム入りのパンには粉砂糖をかけることで両者を区別している）。フィンランド語やスウェーデン語では、semla はパンやバターに使う普通の小麦のパンを意味し、菓子パンを意味しない。ある時、スウェーデン人が四旬節の遵守に嫌気がさし、クリームとアーモンドペーストを加えて、シュローブ・チューズデイとイースターの間の毎週火曜日にセムラを食べるようになったという。一部のベーカリーでは、チョコレート、マジパン、ピスタチオなどを加えたレシピが考案されている。

## ノルウェー

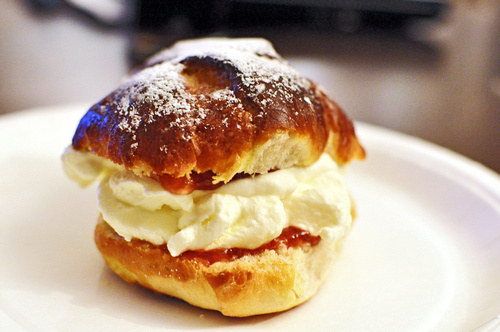
ホイップクリーム、ジャム、粉砂糖を添えたノルウェーのセムラ

ノルウェーでのセムラは、カルダモンで味付けした小麦粉のパンの上部を切り落とし、ホイップクリームを詰め、ジャムをトッピングしたもので、切り取られた上部は蓋の役割を果たし、粉砂糖がまぶされる。このパンは謝肉祭の日曜日に出されている。以前は、シュローブ・チューズデイに出されていた。

## デンマーク・アイスランド・フェロー諸島
デンマークのベーカリーで謝肉祭の時期に売られているものは、シュー生地にホイップクリームやジャムを詰め、上にアイシングをしたものが多い。家庭では、普通のイースト生地にレーズン、時にはビターオレンジの皮の砂糖漬けなどを混ぜて、通常のパンに近い形で焼いて食べることもある。
アイスランドでも似たような方法で作られるが、シュー生地の代わりにペイストリーを使うのが一般的である。
フェロー諸島では、シュー生地に、バニラクリーム、ホイップクリーム、ジャムが詰められ、チョコレートのアイシングが施される。

## 歴史
セムラは、本来温かいミルクの入ったボウルで食べる普通のパンを意味していた。だが、今ではこれはスウェーデン語で hetvägg と呼ばれている。
セムラは本来、四旬節前の最後のお祝いの食べ物として、シュローブ・チューズデイ、または四旬節前の断食前の火曜日（セムラの日と呼ばれる）に食べられていた。しかし、プロテスタント宗教改革の到来により、スウェーデン人は四旬節の厳格な断食を行わなくなった。 温かいミルクの入ったボウルに入ったセムラは、シュローブ・チューズデイとイースターの間の毎週火曜日の伝統的なデザートとなって他の北欧諸国にも広まり、今日では、クリスマス直後からイースターまで、毎日お店やベーカリーでセムラが販売されている。スウェーデン人は、自家製のセムラに加えて、ベーカリーで作られたセムラを年に平均4 - 5個食べている。
18世紀スウェーデンのアドルフ・フリードリク王は、1771年2月12日、ロブスター、キャビア、ザワークラウト、燻製ニシン、シャンパンなどの食事をした後、王の好物のデザートであるセムラを食べすぎて、消化不良で亡くなった。
セムラは、2006年のヨーロッパ・デーにEU議長国であるオーストリアが行った「カフェ・ヨーロッパ」にフィンランド代表として選ばれた。